# La Pose enchantée
La Pose enchantée est un tableau du peintre surréaliste belge René Magritte représentant deux femmes nues, exposé en 1927, et dont la toile a été découpée en quatre morceaux et réutilisée par l'artiste en 1935 pour peindre quatre nouveaux tableaux plus petits. Les quatre morceaux découverts entre 2013 et 2017 sous d'autres peintures ont permis de reconstituer virtuellement cette œuvre dont seule témoignait une photographie en noir et blanc.

## Le tableau et sa disparition
La Pose enchantée est une peinture de grand format (124 × 169 cm), sur toile, de René Magritte, non signée, qui représente deux femmes nues, identiques, avec des nez, yeux et oreilles surdimensionnés, côte à côte, le bras droit posé sur une colonne antique. Cette œuvre connaît un grand succès lorsqu'elle est exposée pour la première fois, en 1927, à la Galerie Le Centaure, à Bruxelles. En 1932, la Galerie Le Centaure ferme définitivement à la suite du krach de 1929 qui entraîne notamment la faillite de grandes galeries d'art. Plus de 200 œuvres de Magritte sont restées invendues et aucune ne figure dans la vente organisée en octobre 1932. Le tableau est encore mentionné dans une lettre à Magritte datée de 1932 et lui demandant de venir le récupérer aux Beaux-Arts où il n'a pas été sélectionné pour une exposition. La trace de la toile est ensuite perdue ; elle est reproduite en noir et blanc dans un catalogue raisonné, avec le commentaire « probablement détruite ».
Deux hypothèses sont envisagées pour expliquer la destruction du tableau et le réemploi de sa toile en quatre pièces plus petites. La première est qu'en raison de difficultés financières consécutives à la rupture de son contrat avec la Galerie Le Centaure, René Magritte a pris l'habitude de réutiliser d'anciennes toiles dont il n'était pas satisfait, ou qu'il considérait comme inachevées. La seconde est que, déçu de n'avoir pas trouvé d'acheteur pour ce grand tableau, il a décidé d'en faire quatre plus petits, plus faciles à vendre qu'un grand format. Les deux hypothèses ne s'excluent d'ailleurs pas.

## Découverte des quatre morceaux

### Au MoMA à New York
En 2013, à l'occasion d'une exposition Magritte au Museum of Modern Art de New York, un examen du Portrait (1935) permet de détecter sur les bords de la toile des teintes bleu et ocre qui ne correspondent à aucun des objets représentés sur le tableau. Des analyses au spectro-imageur infrarouge, à New York, et au scanner XRF, à Anvers, révèlent, sous la composition, le haut d'un profil féminin, tourné de 90° ; le conservateur de la Menil Collection à Houston pense reconnaître une figure de La Pose enchantée, œuvre de l'artiste considérée comme perdue : la comparaison avec la seule photo conservée de ce tableau confirme cette hypothèse. Le Portrait a été peint par l'artiste sur le quart supérieur gauche de La Pose enchantée.

### Au Moderna muset de Stockholm
La possibilité de découvrir les autres morceaux de la toile sous des tableaux de la même dimension et peints à la même époque est aussitôt envisagée :  Le Modèle rouge (1935) conservé au Moderna Museet à Stockholm est pressenti ; il s'avère en effet être peint sur le quart inférieur gauche de La Pose enchantée. L'examen aux rayons X laisse apparaître une colonne et la moitié inférieure d'une silhouette féminine, ce qui permet de reconstituer, avec Le Portrait, la moitié gauche du tableau.

### Au musée du château de Norwich
En 2016, examinant un autre tableau de la même année, La Condition humaine (1935), avant de le prêter pour la rétrospective Magritte au Centre Pompidou à Paris, la conservatrice du musée du château de Norwich remarque que, comme pour Le Portrait, le chassis présente des couleurs et des motifs sans aucun lien avec la peinture visible. Une analyse aux rayons X révèle les jambes et la main de l'une des deux femmes nues, confirmant que la toile est peinte sur un troisième morceau, le quart inférieur droit, de La Pose enchantée,.

### Au Musée Magritte de Bruxelles
En octobre 2017, dans le cadre du projet de recherche Magritte on practice mené en collaboration par les Musées royaux des Beaux-Arts de Belgique et le Centre européen d’archéométrie de l’Université de Liège, l'examen radiographique du tableau Dieu n'est pas un saint (1935/36), qui fait partie de la collection du Musée Magritte à Bruxelles, a permis de découvrir la dernière partie manquante du tableau.

## Reconstitution
Si l'œuvre disparue ne peut être restaurée sans détruire les autres tableaux sous lesquels elle est cachée, l'utilisation du scanner XRF permet de déterminer quelles couleurs ont été utilisées et de reconstituer par ordinateur le tableau dans ses teintes originales,.